# Dendrobium microphyton
Dendrobium microphyton är en orkidéart som beskrevs av Louis Otho Otto Williams. Dendrobium microphyton ingår i släktet Dendrobium, och familjen orkidéer. Inga underarter finns listade i Catalogue of Life.